# Entry-Exit-Modell
Das Entry-Exit-Modell (auch Zweivertragsmodell) ist ein Abrechnungssystem zur Vergütung von Gastransportleistungen im deutschen Erdgasnetz. Nach dem Entry-Exit-Modell speist der Gaslieferant an einem beliebigen Punkt Gas in das Netz ein (=Entry). Dafür ist eine Einspeisegebühr zu zahlen. Das Gas kann an einem beliebigen Ort dem Netz entnommen werden (=Exit), wofür wiederum eine Entnahmegebühr zu zahlen ist. Der Transportweg ist in diesem Modell für die Berechnung der Kosten unerheblich.

## Hintergrund
Auf dem deutschen Gasmarkt hat das Entry-Exit-Modell zum 1. Oktober 2006 das bisher verwendete Transportpfadmodell (auch Punkt-zu-Punkt-Modell) abgelöst. Wollten Gashändler in der Vergangenheit Gas über eine bestimmte Strecke transportieren, mussten sie mit allen involvierten Netzbetreibern einen eigenen Durchleitungsvertrag schließen, was zu relativ hohen Kosten und einem intransparenten Gasmarkt führte.
Grundlage für das Entry-Exit-Modell in Deutschland ist das Prinzip der Marktgebiete, die aus dem Zusammenschluss des Versorgungsgebiets einer Reihe von Fernleitungsnetzbetreibern bestehen. Innerhalb der Marktgebiete muss ein Gaslieferant den betreffenden Netzen stets die Menge an Gas zuführen, die er oder seine Kunden den Netzen entnehmen, ohne dass es sich bei der entnommenen Menge auch um das vom Gaslieferanten zugeführte gleiche physische Gas handelt; dazu findet eine sog. Bilanzierung statt, durch die der Lieferant Einspeisungen und Ausspeisungen in das Netz ausgleicht. Somit hält ein Transportkunde immer eine bestimmte Menge Gas innerhalb eines Marktgebiets, die auch frei gehandelt werden kann.
Der Transport von Gas innerhalb dieser Zonen erfolgt durch die Benennung von Ein- und Ausspeisemengen sowie -punkten. Um die Buchung der entsprechenden Mengen zu ermöglichen, sind Netzbetreiber verpflichtet, freie Kapazitäten im Internet bekannt zu geben. Darüber hinaus müssen Ein- und Ausspeisepunkte benannt werden, zwischen denen das Gas transportiert werden kann. An diesen Punkten müssen die Netzbetreiber Ein- und Ausspeisekapazitäten anbieten, die unabhängig voneinander nutzbar sind, ohne dass sich der Transportkunde auf einen bestimmten, transaktionsabhängigen Transportpfad festlegen muss.